# Ранетки
«Ранетки» або «Ранєтки» — російський дівочий гурт у стилі поп і водночас телесеріал, у якому знімаються учасниці. 2009 року написали саундтрек до фільму Тимура Бекмамбетова «Чорна Блискавка»

## Учасниці
- Мільніченко (Щолкова) Наталія Миколаївна
- Огурцова Євгенія Олександрівна
- Третьякова Олена Миколаївна
- Байдавлетова Анна Дмитрівна, також відома як Нюта-Ранетка, — співачка, барабанщиця. До 2008 року була вокалісткою гурту «Nine Lives». Знімалася в серіалі «Ранетки».

Колишні учасниці:
- Руднєва Анна Олегівна (2004—2011)
- Козлова Валерія Сергіївна (2005—2008)
- Петрова Аліна Євгенівна (2004—2005)
- Гальперіна Олена (2004 – 2005)

## Дискографія

### «Ранетки», 2006р.
- - Ми Ранетки (Мы Ранетки) (3:21)
  - Серце не спить (Сердце не спит) (2:38)
  - Вона сама (Она одна) (2:44)
  - Хлопці-кадети (Мальчишки-кадеты) (2:41)
  - Янголи (Ангелы)(3:15)
  - Це все про неї (Это всё о ней) (3:45)
  - Про тебе (О тебе) (3:11)
  - У Москві весна (В Москве весна) (3:30)
  - Насолоджуйся (Наслаждайся) (2:45)
  - Зима (3:47)
  - Він повернеться (Он вернётся) (3:44)
  - Тебе кохала я (Тебя любила я) (3:54)
  - Їй не до сну (Ей не до сна) (3:55)
  - Аліса (Алиса) — Glam Radio Edit (2:38)

### Настав наш час (Пришло наше время), 2009р.
- - Лети-лети (2:44)
  - Обіцяй (Обещай)(3:40)
  - Хлопчику мій (Мальчик мой) (3:02)
  - Щось на кшталт… (Что-то типа того…) (3:09)
  - Останній шанс (Последний шанс) (4:26)
  - Нема світу без тебе (Нет мира без тебя) (3:02)
  - Любов-надія (Любовь-надежда)(2:29)
  - Чемпіони кохання (Чемпионы любви)(3:31)
  - Якщо ти завжди будеш поруч (Если ты всегда будешь рядом)(3:08)
  - На моєму місяці (На моей луне)(2:52)
  - Нас не змінять (Нас не изменят) (3:37)
  - Я в шоці (Я в шоке) (3:33)
  - Я піду (Я уйду) (2:40)

### Сингли
- Сльози — Лід (рос. Слёзы — Лёд)

## Кліпи
- Вона сама (Она одна)
- Про тебе (О тебе)
- Янголи (Ангелы)
- Нас не змінять (Нас не изменят)
- Типу того (Типа того)
- Податки на кохання (Налоги на любовь)
- Серце не спить (Сердце не спит)
- Ти не зрозумів, хто я (Ты не понял, кто я)
- Без тебе (Без тебя)